# Animaniacs (serie de televisión de 2020)
Animaniacs (Animanía en Hispanoamérica —excepto México— y España) es una serie de televisión web musical de comedia animada estadounidense desarrollada por Wellesley Wild y Steven Spielberg para el servicio de streaming Hulu. Es un revival de la serie de televisión original de 1993 del mismo nombre. La nueva serie toca el regreso de los hermanos Warner, Yakko y Wakko y su hermana Dot (cuyas voces son dadas respectivamente por sus actores de voz originales en inglés, Rob Paulsen, Jess Harnell y Tress MacNeille), y de Pinky y Cerebro (Paulsen y Maurice LaMarche respectivamente). Amblin Television y Warner Bros. Animation ordenaron la producción de dos temporadas; la primera temporada se estrenó en Hulu el 20 de noviembre de 2020. En Latinoamérica este regreso se estrenó a través de HBO Max el 14 de agosto del 2021. El 25 de febrero del 2021, se anunció que sería renovada a una tercera temporada. La segunda temporada fue estrenada el 5 de noviembre del 2021. La tercera y última temporada fue lanzada el 17 de febrero de 2023.

## Premisa
Al igual que con la serie original de 1993, el programa se centra en las aventuras de los hermanos Warner, Yakko y Wakko, y de la hermana Dot, tres hermanos irascibles e inseparables, que se embarcan en otras aventuras después de estar ausentes de la televisión durante 22 años. trayendo consigo la locura y el caos habituales que crean mientras se adaptan a los cambios y la vida del siglo XXI. La mayoría de los episodios se componen de tres cortos: dos que siguen las aventuras de Yakko, Wakko y Dot, y el tercero presenta a dos de los personajes favoritos de los fanáticos Pinky y Cerebro: dos ratones de laboratorio, uno de los cuales es inteligente y quiere dominar el mundo, mientras el otro es tonto y torpe, el cual a menudo arruina los planes de su amigo.

## Reparto de voces
| Personajes           | Actor de voz original  | Actor de doblaje                  |
| -------------------- | ---------------------- | --------------------------------- |
| Yakko Warner         | Rob Paulsen            | Rafael Monsalve                   |
| Wakko Warner         | Jess Harnell           | Giset Blanco                      |
| Dot Warner           | Tress MacNeille        | Navid Cabrera                     |
| Dr. Rascahuele       | Rob Paulsen            | Nayip Rodríguez                   |
| Pinky                | Rob Paulsen            | Frank Carreño                     |
| Cerebro              | Maurice LaMarche       | Ángel Mujica                      |
| Cerebro              | Maurice LaMarche       | Ángel Balam (voz cantada)         |
| Guardia Ralph T.     | Frank Welker           | Abraham Aguilar                   |
| Egwind               | Chris Cox              | Armando Da Silva (episodio 2)     |
| Egwind               | Chris Cox              | Humber Mirabal (episodio 10 y 12) |
| Egwind               | Chris Cox              | Douglas Mendoza (temporada 3)     |
| Egwind               | Chris Cox              | Erick Bohórquez (temporada 3)     |
| Nora Rita Norita     | Stephanie Escajeda     | Valentina Toro                    |
| Michael Benton/Gnomo | John DiMaggio          | Juan Guzmán (episodios 9 y 36)    |
| Michael Benton/Gnomo | John DiMaggio          | Walter Claro (episodio 24)        |
| Starbox              | John DiMaggio          | Abraham Aguilar                   |
| Cindy                | Eleanor Johnson        | Dayrin Sosa                       |
| Nils Neidhart        | Fred Tatasciore        | Kevin Génova                      |
| Narrador             | N/A                    | Rubén Antonio Pérez               |
| Narrador             | Frank Welker (a veces) | Rubén Antonio Pérez               |

## Desarrollo

### Concepción
Las primeras etapas del desarrollo del revival de Animaniacs en Amblin Television y Warner Bros. Animation comenzó  en mayo de 2017. El interés por el regreso fue impulsado por una creciente popularidad por la serie original cuando se agregó a Netflix en 2016, además de numerosos proyectos exitosos que han despertado el interés por programas más antiguos, como Fuller House. El revival fue anunciado oficialmente por el servicio de streaming Hulu en enero de 2018 en asociación con Spielberg y Warner Bros. Domestic Television Distribution. Los derechos de transmisión de la nueva serie también incluían derechos para que Hulu tuviera disponible todos los episodios de Tiny Toon Adventures, Animaniacs, Pinky y Cerebro y Pinky, Elmyra y Cerebro. Hulu consideró el programa como su primera serie original dirigida a todo el público
Spielberg regresó para desempeñarse como productor ejecutivo, junto a Sam Register, presidente de Warner Bros. Animation y Warner Digital Series, y los copresidentes de Amblin Television, Justin Falvey y Darryl Frank. El programa fue producido por Amblin Television y Warner Bros. Animation. Wellesley Wild, un escritor de Padre de familia, fue nombrado el showrunner, mientras que Gabe Swarr empezó a funjir como coproductor ejecutivo.  Además de Wild y Swarr, Carl Faruolo se desempeñó como director supervisor. 
Wild y Swarr desarrollaron el regreso siendo lo más respetuosos posible con la serie original. Wild declaró «Hay algo realmente excepcional aquí —como lograr contener un rayo en una botella—, y lo primero que haré es asegurarme de mantenerlo así, con mucha cautela». Además, con la ausencia de más de 20 años del programa, Wild y Swarr creían que una buena parte de su audiencia serían padres que habían visto el programa original cuando eran niños y presentarían a sus propios hijos la nueva serie; querían crear un efecto similar a Jurassic World debido a la brecha similar con la película original de Parque jurásico, y por lo tanto, esto inspiró parcialmente a que el corto introductorio de la serie fuera una parodia de Jurassic Park. Wild quería asegurarse de mantener el mismo tipo de humor de dos niveles que tenía el programa original, con más comedia física y visual que atraería al público más joven, pero al mismo tiempo con un nivel de humor más alto que los padres y los adultos en general entenderían, el cual a menudo sería subido de tono sin evocar ninguna censura.
Según Wild, Spielberg estaba en cada reunión e insistió en mantener la mayoría de los elementos de la serie original, entre ellos el elenco de voces original y la música orquestada, además de producir el programa como se hace normalmente con la mayoría de las series animadas para adultos con una sala de escritores completa en contraste con los típicos programas animados infantiles. Spielberg también estuvo muy involucrado durante todo el proceso de guion gráfico para asegurarse de que la serie se dirigía en la dirección correcta, según Wild. Tanto Wild como Swarr declararon que Spielberg quería que el regreso presentara más sátira política, y encontraron un punto medio entre eso y ser una serie infantil.
El revival presenta principalmente los retornos de Yakko, Wakko y Dot, el Dr. Scratchansniff, Ralph el guardia y Pinky y Cerebro, mientras que muchos otros personajes secundarios de la serie original no están incluidos en sus propios segmentos, sino que sus papeles se reducen en gran medida a cameos no hablantes; en el caso de Hola Enfermera, este fue uno de los primeros personajes que el equipo sabía que no podían traer de vuelta debido a las sensibilidades cambiantes entre los años 1990 y 2020, según Wild. Del mismo modo, se confirmó que en la trama Thaddeus Plotz había partido de Warner Bros. con una nueva directora ejecutiva estadounidense de ascendencia latina llamada Nora Rita Norita a cargo. Para el resto del extenso elenco de apoyo de la serie original (incluyendo personajes como Slappy Squirrel, Buttons y Mindy), aunque había planes para que regresaran en sus segmentos correspondientes en las primeras etapas del desarrollo, fueron descartados porque, como de manera similar a Hola Enfermera y Thaddeus Plotz, querían actualizar la serie con un nuevo conjunto de personajes que fueran mucho más relevantes; por ejemplo, en el caso de Los Palomos Emplumados, Wild sintió que una parodia de Goodfellas sería «muy anticuada», dándoles así la oportunidad de hacer parodias de películas modernas, también debido a que, en su opinión, algunas bromas no serían adecuadas para estos segmentos. Del mismo modo, se presentó que Dot dependía más de su ingenio que de su lindo aspecto, un aspecto que Wild también creía que resonaría mejor con las actitudes actuales. Similar al reinicio de Patoaventuras, también consideraron cuidadosos guiños a otros personajes de dibujos animados relacionados con los Looney Tunes, pero sin perder el enfoque del programa en los Warners o Pinky y Cerebro. Asimismo, habían intentado incluir un segmento que presentara a ¡Fenomenoide!, pero esto no pudo llevar a cabo debido a la disponibilidad de su actor de voz. 

### Reparto y música
El revival presenta a Yakko, Wakko y Dot, así como a Pinky y Cerebro; Paulsen (como Yakko, Pinky y Dr. Scratchansniff), Harnell (como Wakko), MacNeille (como Dot) y LaMarche (como Cerebro) repitieron sus papeles de voz en octubre de 2019. Abby Trott fue elegida como una nueva actriz de voz en el elenco. Steven Bernstein, compañero compositor del fallecido Richard Stone, y su esposa Julie Bernstein, compusieron música incidental y canciones durante la emisión original del programa. Los Bernstein realizaron la música del revival con una orquesta de 35 piezas, grabando de forma remota tras el aislamiento por el COVID-19. Un grupo de compositores, entre ellos Roddy Hart, Tommy Reilly y Randy Rogel, quien escribió canciones destacadas en la serie original también compuso canciones para este regreso. Sin embargo, no se le pidió directamente a otro personal de producción clave de la serie original, como Tom Ruegger, que ayudara a llevar a cabo la serie. Ruegger dijo que más tarde se le ofreció la oportunidad de presentar un guion, pero lo rechazó, ya que «básicamente sería como una audición y no me sentía cómodo audicionando para un programa que yo creé». La escritora original de la serie y actriz de voz, Sherri Stoner, regresó en 2023 como la voz de Slappy Squirrel para el episodio final del revival.
WaterTower Music lanzó digitalmente el primer álbum de la banda sonora de la serie el 13 de agosto de 2021. El 19 de agosto de 2022 se lanzó un álbum para la segunda temporada y el 8 de septiembre de 2023 se lanzó uno para la tercera temporada. 

### Producción
El trabajo inicial del storyboard comenzó alrededor de julio de 2018. Paulsen confirmó que la grabación de voces había comenzado alrededor de mayo de 2020. La música fue grabada durante la pandemia de COVID-19, con los Bernstein coordinando con cada músico individualmente desde lugares separados para ensamblar las piezas finales.
Swarr habló sobre el aspecto de la serie, ya que inicialmente exploraron varios estilos diferentes dibujados por una variedad de artistas y reconoció que la serie original tenía una cantidad considerada de diferencias en la forma en que los Warner eran dibujados debido a los diferentes estudios de animación. Al revisarlos, descubrieron que los episodios producidos por TMS Entertainment eran generalmente considerados los mejores y Swarr describió su trabajo como «La construcción es tan buena; tienen tanto control». Después de hacer un análisis profundo para identificar los factores que hicieron que las representaciones de TMS de los Warners funcionaran, el equipo detrás del revival se reunió  on Genevieve Tsai, una artista que trabajaba en Warner Bros. y la serie Green Eggs and Ham de Netflix, que también había sido fanática del programa original. Tsai ayudó a recopilar los detalles de la investigación profunda de TMS, así como otros análisis sobre trabajos anteriores que habían inspirado al programa original, como los cortos más antiguos de Looney Tunes, y desarrolló la nueva apariencia para los Warner, generalmente más angular y siguiendo el mismo enfoque que había utilizado TMS. Elaboraron un conjunto de reglas junto con los modelos de los personajes revisados que luego utilizaron cuando enviaron la serie a ser animada por siete estudios diferentes: Yowza! Animation en Toronto; Tonic DNA en Montreal; Titmouse, Inc. en Los Ángeles (específicamente Titmouse Canada desde Vancouver); Snipple Animation Studios en Manila, Filipinas; y tres estudios in Seúl, Corea del Sur: Digital eMation, Tiger Animation y Saerom Animation. WB Animation en Burbank manejó la pre y postproducción de todos los episodios. Además de las actualizaciones del modelo de personajes, querían que el arte de fondo se sintiera como pinturas, pero evitaron algunos de los estilos de los años 90, como rasgos curvos exagerados. 
Paulsen dijo en una entrevista que, dentro del revival, los Warners son conscientes de que han estado fuera del aire durante más de 20 años. Los episodios se prepararon en 2019 y los escritores habían anticipado eventos para 2020, pero algunos terminaron afectados por la pandemia de COVID-19, como los previstos Juegos Olímpicos de Verano.

## Transmisión
Los primeros 13 episodios del regreso se estrenaron el 20 de noviembre de 2020. La segunda temporada de 13 episodios debutó el 5 de noviembre de 2021. El 11 de octubre, se lanzó un primer clip durante el panel de Animaniacs en la Comic Con de Nueva York de 2020, parodiando el propio Jurassic Park de Spielberg con una caricatura de Spielberg en el papel de John Hammond habiendo «reanimado» a los Warner. El clip fue presentado como la apertura en frío del primer episodio del regreso. El 12 de octubre de 2020, se filtraron los nombres de los segmentos del primer episodio. El tráiler se lanzó el 21 de octubre de 2020.
El 10 de octubre de 2021, se mostró un avance de la segunda temporada en la Comic Con de Nueva York de 2021, satirizando las caricaturas de los sábados por la mañana de la década de 1980, específicamente ThunderCats, Transformers, y G.I. Joe. La temporada 2 se lanzó inicialmente bajo una clasificación TV-14; luego se corrigió a TV-PG.
Hulu ordenó una tercera temporada de 10 episodios en febrero de 2021, lo que eleva el total de la serie a 36 episodios. En diciembre de 2022, se anunció que la tercera temporada sería la última del programa, con fecha de estreno para el 17 de febrero de 2023.
El 17 de marzo de 2023 se lanzó una serie de cuatro cortos de Pinky y Cerebro, en colaboración con la plataforma educativa MasterClass.

### Emisión internacional
El programa también se emitió en Canadá por Teletoon. Comenzó con un maratón de cuatro episodios la noche del 20 de noviembre de 2020, antes de establecerse en un horario fijo los sábados por la mañana al día siguiente. La serie igualmente empezó a estar disponible en el servicio de streaming canadiense Teletoon Plus. En marzo de 2023, las repeticiones y los estrenos de nuevos episodios se trasladaron a la recién lanzada Cartoon Network Canada, que reemplazó las transmisiones de Teletoon.
El programa empezó a estar disponible a través de HBO Max en América Latina el 14 de agosto de 2021 y posteriormente inició sus emisiones en Cartoon Network Latinoamérica, que contaron con algunas escenas censuradas durante varios episodios.